# Стеторус
Стеторус (лат. Stethorus) — род божьих коровок из подсемейства Scymninae.

## Описание
Жуки обычно очень маленьких размеров; в длину менее 1,6 мм. Переднегрудь в середине переднего края выступает в виде небольшой округлой лопасти, без продольных килей. Предпоследний сегмент челюстных щупиков сужен к вершине.

## Систематика
В составе рода:
- Стеторус амурский (Stethorus amurensis Iablokov-Khnzorian, 1972)[1]
- Stethorus balearicus Fürsch, 1987
- Stethorus gilvifrons (Mulsant, 1850)
- Stethorus guangxiensis Pang&Mao, 1975
- Stethorus indira Kapur, 1950
- Stethorus keralicus Kapur, 1961
- Stethorus parcepunctatus Kapur, 1948
- Stethorus pauperculus Weise, 1895
- Stethorus punctum (LeConte)
- Стеторус точковидный (Stethorus punctillum Weise, 1891)[1]
- Stethorus rani Kapur, 1948
- Stethorus tenerifensis Fürsch, 1987
- Stethorus tetranychi Kapur, 1948
- Stethorus wollastoni Kapur, 1949